# (65357) Antoniucci
(65357) Antoniucci est un astéroïde de la ceinture principale.

## Description
(65357) Antoniucci est un astéroïde de la ceinture principale. Il fut découvert le 12 juillet 2002 à Campo Imperatore par le projet CINEOS. Il présente une orbite caractérisée par un demi-grand axe de 2,53 UA, une excentricité de 0,11 et une inclinaison de 5,1° par rapport à l'écliptique.

## Compléments